# EAR FUN
EAR FUN은 2012년 3월 26일 발매된 씨엔블루의 3번째 미니 앨범이다. 타이틀 곡 "Hey You"를 시작으로 "아직 사랑한다", ‘Dream boy’, ‘Rockn’ Roll’, ‘Run’, ‘In My Head’까지 총 6트랙이 실려있다. 특히 일본에서 메이저 데뷔의 첫 곡인 정용화 자작곡 "In My Head"를 정용화가 직접 한국어로 번안해 앨범에 담았다.

## EAR FUN Special Limited Edition
EAR FUN Special Limited Edition은 2012년 4월 10일 발매된 씨엔블루의 세 번째 미니앨범 ‘EAR FUN’의 특별 한정판이다.

## 수록곡 (작사 / 작곡)
1. Hey You (한성호 / 김도훈, 이상호)
2. 아직 사랑한다 (정용화, 한성호, 김재양 / 정용화, 김재양)
3. Dream boy (한성호 / 정용화, 김재양, 한승훈)
4. Rock n’ Roll (정용화, 한성호 / 정용화, 한승훈)
5. Run (한성호 / 정용화, 한승훈)
6. In My Head (정용화 / 정용화)